# Золінген
Зо́лінген (нім. Solingen) — місто в Німеччині.

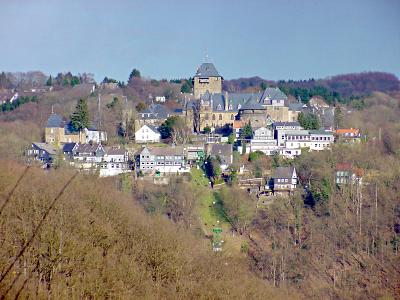
Замок Бург

Його іноді називають містом лез, тому що в Золінґені є стара традиція виробництва високоякісних бойових мечів, ножів, ножиць і лез. Зброярня, яка ще в 1628 році виробляла мечі, досі продовжує виробляти висококласні ножі.
У місті розташований найбільший відновлений замок Німеччини — Бург.

## Географія

### Клімат
| Клімат Золінґена (2015—2020) | Клімат Золінґена (2015—2020) | Клімат Золінґена (2015—2020) | Клімат Золінґена (2015—2020) | Клімат Золінґена (2015—2020) | Клімат Золінґена (2015—2020) | Клімат Золінґена (2015—2020) | Клімат Золінґена (2015—2020) | Клімат Золінґена (2015—2020) | Клімат Золінґена (2015—2020) | Клімат Золінґена (2015—2020) | Клімат Золінґена (2015—2020) | Клімат Золінґена (2015—2020) | Клімат Золінґена (2015—2020) |
| Показник                     | Січ.                         | Лют.                         | Бер.                         | Квіт.                        | Трав.                        | Черв.                        | Лип.                         | Серп.                        | Вер.                         | Жовт.                        | Лист.                        | Груд.                        | Рік                          |
| Середній максимум, °C        | 5,6                          | 7,7                          | 10,7                         | 15,3                         | 19,0                         | 23,0                         | 24,5                         | 23,9                         | 20,2                         | 15,0                         | 9,8                          | 8,0                          | 15,3                         |
| Середня температура, °C      | 3,1                          | 4,1                          | 6,3                          | 9,8                          | 13,5                         | 17,6                         | 18,7                         | 18,1                         | 14,5                         | 10,9                         | 6,7                          | 5,5                          | 10,8                         |
| Середній мінімум, °C         | 0,6                          | 0,7                          | 2,0                          | 4,1                          | 7,9                          | 12,1                         | 13,0                         | 12,7                         | 9,6                          | 7,2                          | 3,5                          | 2,9                          | 6,4                          |
| Норма опадів, мм             | 125                          | 102                          | 93                           | 50                           | 53                           | 82                           | 67                           | 85                           | 76                           | 74                           | 105                          | 113                          | 1025                         |
| Днів з опадами               | 21                           | 16                           | 18                           | 15                           | 13                           | 15                           | 14                           | 15                           | 15                           | 16                           | 18                           | 20                           | 196                          |
| ---------------------------- | ---------------------------- | ---------------------------- | ---------------------------- | ---------------------------- | ---------------------------- | ---------------------------- | ---------------------------- | ---------------------------- | ---------------------------- | ---------------------------- | ---------------------------- | ---------------------------- | ---------------------------- |
| Джерело:                     |                              |                              |                              |                              |                              |                              |                              |                              |                              |                              |                              |                              |                              |

## Міста-побратими
- Злотория, Польща (1955)
- Гауда, Нідерланди (1957)
- Шалон-сюр-Сон, Франція (1960)
- Blyth, Велика Британія (1962)
- Нес-Ціона, Ізраїль (1986)
- Ауе, Німеччина (1990)

## Відомі особистості
В поселенні народився:
- Йоган Клауберг (1622—1665) — німецький натурфілософ.
- Герман Фрідріх Гребе — праведник народів світу (на честь його названо вулицю Фріц-Гребе-Штрасе у Золінгені).